# Style Directoire

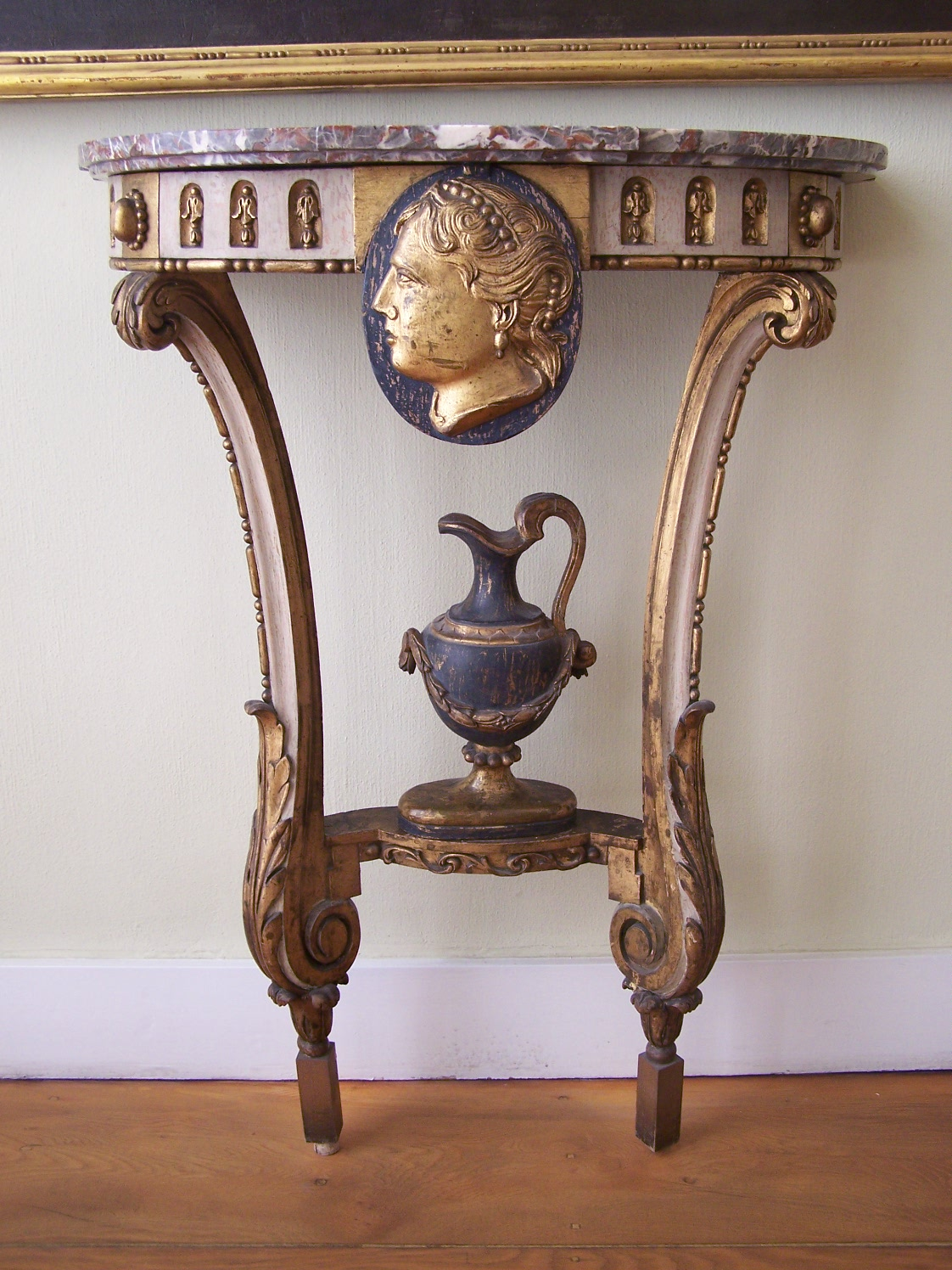
Console de style Directoire, musée Couven, Aix-la-Chapelle.

Le style Directoire est un style d'ameublement et de décoration en vogue de 1789 à 1803. Marquant la transition entre les styles Louis XVI et Empire, il se caractérise par une facture sobre, des formes simples et l'apparition de certains thèmes décoratifs.

## Contexte historique
Le style Directoire couvre la fin du règne de Louis XVI, la Convention (1792-1795), le Directoire (1795-1799) et le Consulat (1799-1804).
Le Directoire, qui tire son nom du gouvernement des cinq Directeurs, est une courte période de transition instaurant en 1795, à la suite des années sombres de la Révolution, un régime visant à établir un équilibre entre les revendications des royalistes et les excès, illustrés par la Terreur, des révolutionnaires.
Malgré l'agitation militaire et politique, c'est une période de reprise des activités économiques et culturelles qui profite à la bourgeoisie enrichie. Une nouvelle inspiration esthétique dans les domaines des arts, de la mode et de la culture voit le jour. La disparition des Académies notamment l'Académie royale de peinture et de sculpture en 1793, attachées à un modèle hiérarchique rigide et souvent inégalitaire, ainsi que le Décret de 1791 facilitent l'accès des artistes aux salons du Louvre entre 1791 et 1799 et leur assurent une meilleure insertion dans la société.

## Principales caractéristiques

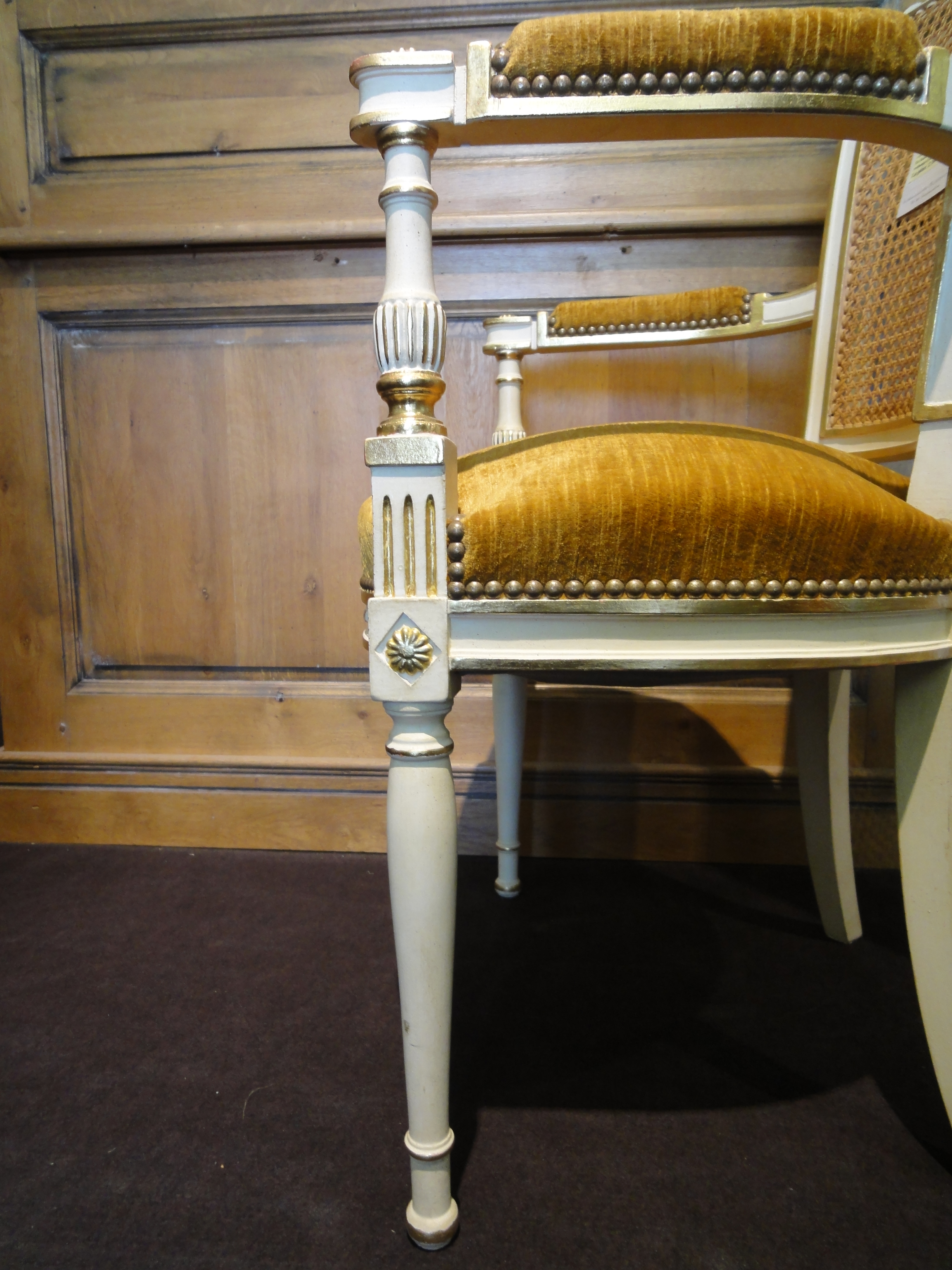
Style Directoire.

Le style Directoire relève à la fois du style Louis XVI finissant et des prémices de l’Empire.

### Un style dans le prolongement du style Louis XVI
Sous le règne de Louis XVI, un mouvement prônant une imitation plus fidèle des modèles antiques voit le jour. Nombre de pièces appartenant au style Directoire prolongent cette tradition classique du style Louis XVI, mais avec un traitement plus sévère. Le mobilier se doit d’être la copie conforme de pièces mises au jour par les fouilles de Pompéi, ou s’inspirer de représentations figurant sur des vases antiques ou des bas-reliefs.
Exécutés en acajou, sièges et lits de repos, aux larges courbes rappelant les modèles grecs, sont souvent remarquables dans leur traitement raffiné et archéologiquement documenté.

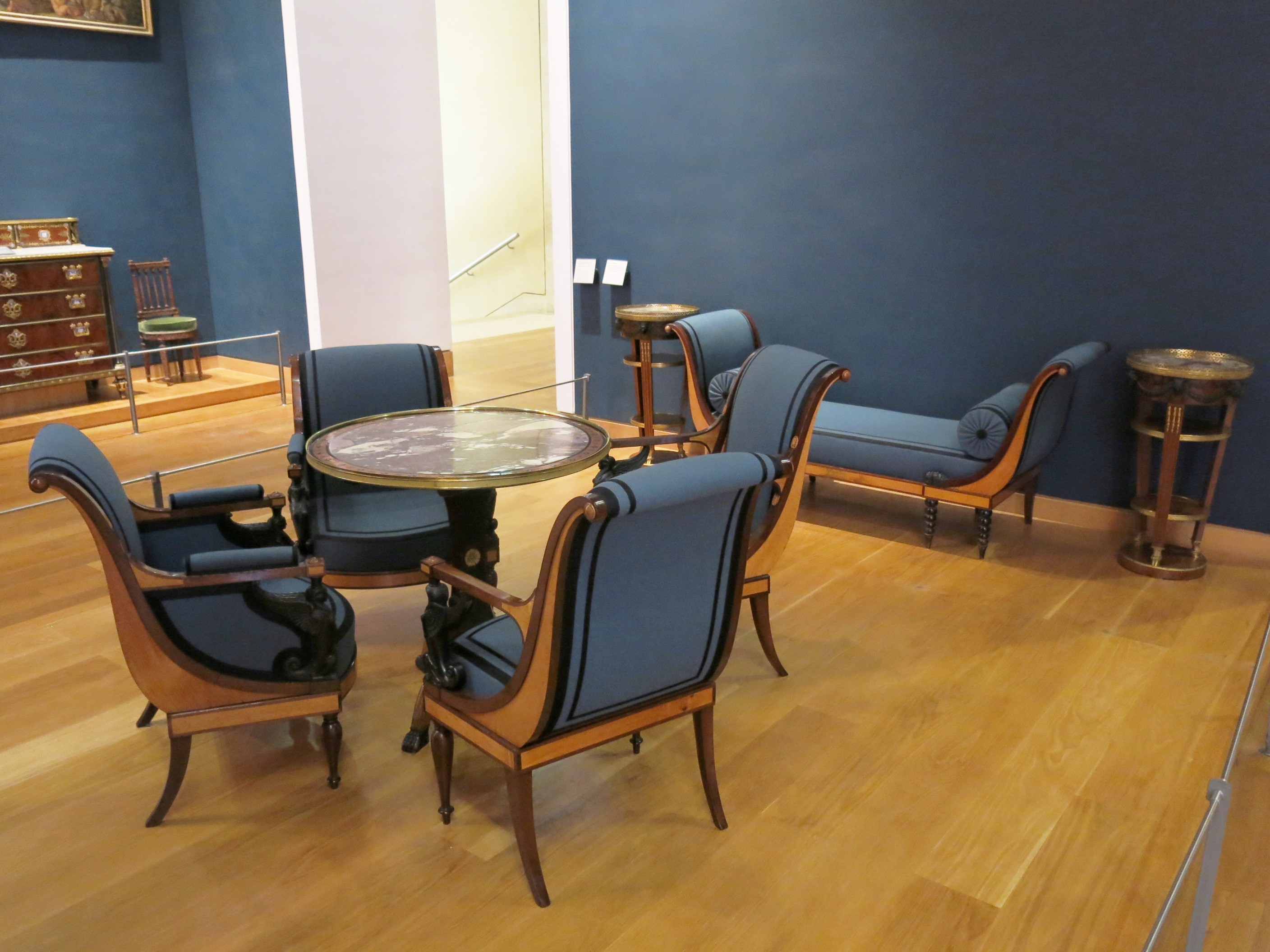
Salon de madame Récamier à l'Abbaye-aux-Bois. Jacob frères vers 1798. Musée du Louvre.

Jacques- Louis David dessine une série de meubles sur le modèles gréco-romains puis donne l’ordre à l'ébéniste Jacob de les produire en 1789. Parmi ces fameuses pièces, figurent des sièges en acajou de forme curule avec piètement en « x », inspirés du klismos grec, ainsi que le lit de repos aux lignes pures sur lequel David représente Madame Récamier.
À cette époque friande d’allégories de toutes sortes, les emblèmes révolutionnaires se répandent également sur le mobilier, les décors muraux et les textiles.

### Un style qui annonce le style Empire
Le style Directoire annonce le style Empire sans en avoir la lourdeur. Les formes se simplifient, les courbes discrètes et les lignes droites sans rigidité s'allient dans une grande élégance.
Si la Révolution de 1789 n'est pas à l’origine d’un changement radical dans le domaine du mobilier, elle permet d’accélérer le mouvement, celui-ci répondant précisément au goût des révolutionnaires pour les idéaux républicains des sociétés de l’Antiquité.

Les corporations de métiers sont supprimées en 1791, ce qui entraîne l'abolition des règles qui contrôlaient la formation et l'apprentissage des artisans. Désormais, rien n’entrave plus la libre production de biens ouvragés pourtant la production de mobilier commencent à décliner à partir de cette date, exception faite du mobilier de prestige exécuté par des artisans ayant conservé les traditions d’excellence issues des règnes des trois Louis. 

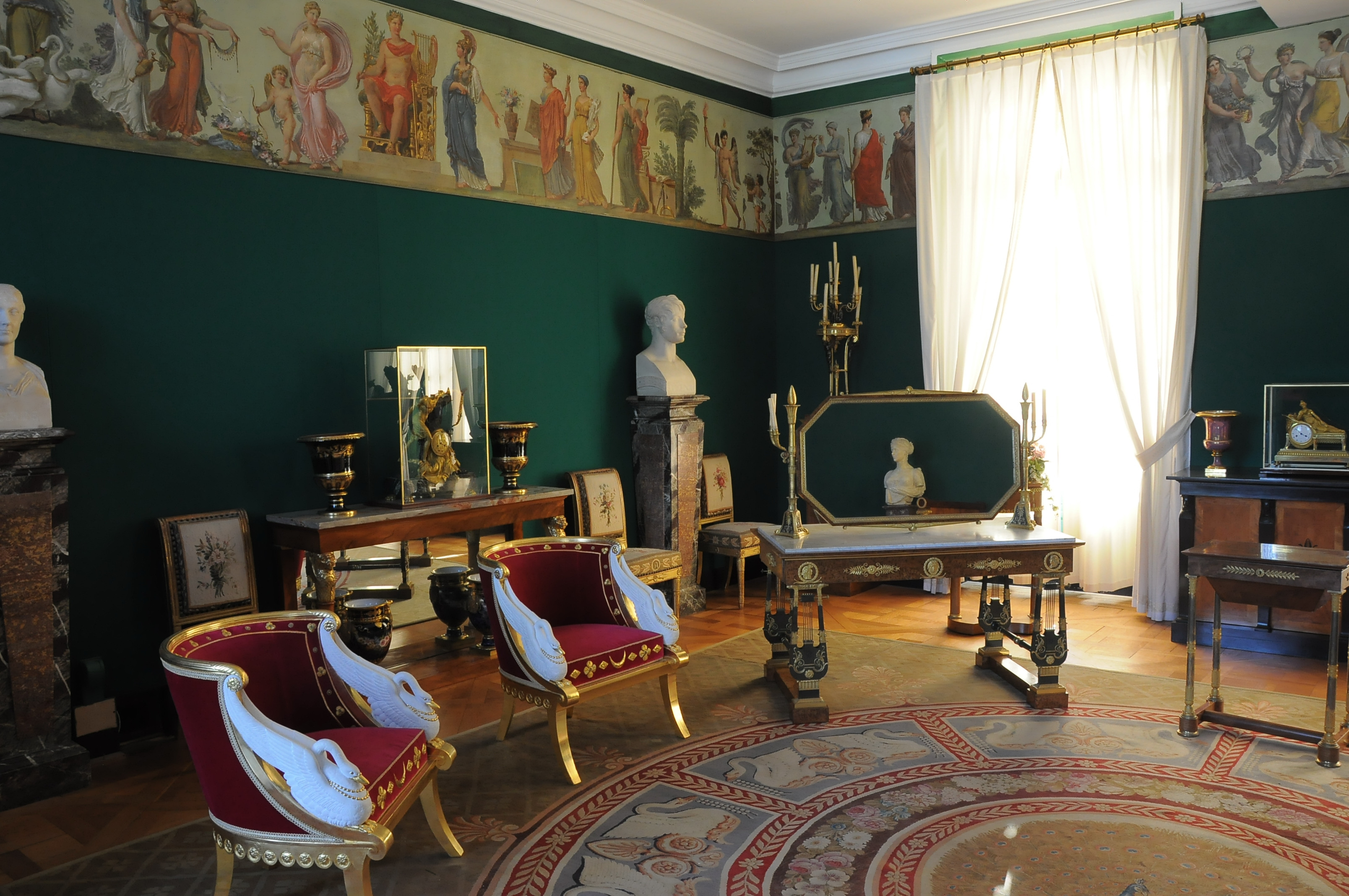
Fauteuils gondole avec accoudoirs en forme de cygne, dessinés par Percier et Fontaine, exécutés par Jacob Frères.

En outre, après la campagne d'Égypte de Napoléon, on voit se développer une importante égyptomanie, renforcée par les publications des architectes Antoine Quatremère de Quincy (De l'architecture égyptienne, 1803) et surtout Dominique Vivant Denon (Le Voyage dans la basse et la haute Égypte,1802) dont l'ouvrage capital contribue très largement à la diffusion d’ornements de type égyptien.
En 1799, Napoléon établit le Consulat et devient Premier Consul. Cet acte marque le début de son rôle dans l’évolution artistique. L'une de ses préoccupations est de reconstituer une nouvelle cour et de lui donner un cadre digne. A cet effet, il occupe des palais existants mais remeublés à son goût. Dans ce but, il emploie Percier et Fontaine, ardents défenseurs du style antique, qui redécorent Saint-Cloud, les Tuileries et le Louvre. C’est donc au cours du Consulat que le style érudit et archéologique qui allait être celui du Premier Empire voit le jour. Le décor intérieur multiplie alors les symboles liés à la guerre, les figures de victoire aux ailes déployées et aux drapés flottants et, plus tard, les emblèmes impériaux, comme les aigles.
À l’évidence, l’art grec, sobre et simple, ne parvient pas à rendre ce que le pouvoir impérial souhaite exprimer de grandeur et d’héroïsme. Le style de Napoléon va donc chercher ses modèles dans l’art massif et pompeux de la Rome antique.

### Ornementation

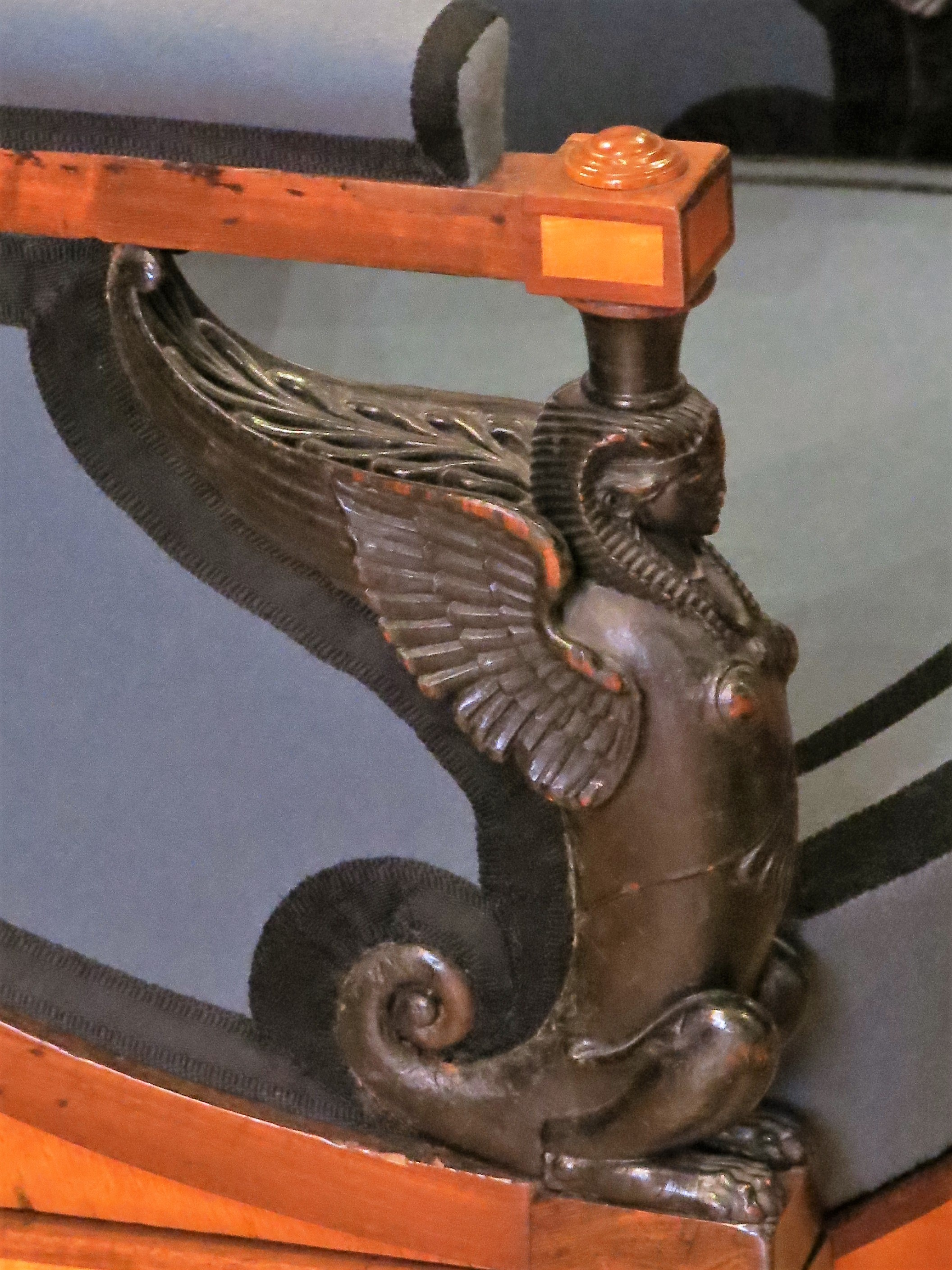
- Détail d'un bras de bergère du salon de madame Récamier avec un sphinx. Jacob frères vers 1798. Musée du Louvre.

L’ornementation gagne en sobriété, d'autant que la Révolution a entraîné la fermeture de nombreux ateliers d'ébénisterie. La tendance générale est au néoclassicisme. L’ornement sculpté est moins tourmenté.
Les motifs floraux et les scènes champêtres du dix-huitième siècle disparaissent.
Les motifs caractéristiques du Directoire sont :
- la palmette stylisée, utilisée en bandeau, en frise ou sur les dossiers ajourés des sièges, mais aussi la marguerite ou l'urne[6] ;
- les motifs géométriques : l'ellipse, le polygone et surtout le losange, complet ou à angles rabattus, disposé en frise ou utilisé pour les dés de raccordement. C'est l’un des motifs Directoire les plus fréquemment répété.

On trouve également des motifs particuliers liés aux évènements politiques en cours :
- les motifs d'inspiration militaire : piques, casques, trophées, sabres, boucliers ;
- les décors révolutionnaires : les mains unies (fraternité), les niveaux à bulle (égalité), le triangle avec un œil (clairvoyance), le bonnet phrygien (liberté), l'arbre de la liberté, les trois ordres soit la croix (clergé), l’épée (noblesse) et la pelle (le tiers état) ;
- les décors à l'égyptienne (sphinx, cariatides, lotus, pyramides) sont interprétés dans une gamme de coloris très particuliers[1].

Le style pompéien, parfois nommé « style étrusque », prédomine. Les motifs d'inspiration antique comme le cygne, la sphinge ailée s'inspirent des dessins trouvés sur les soupières, type de vase antique.
Certains meubles de cette époque arborent des ornements extravagants, à la fois archéologiques et symboliques, comme les glaives romains, le foudre de Jupiter, des pieds d’animaux crochus et des mufles de lions.
Les motifs de stuc ou les sculptures se détachent en couleurs vives et heurtées sur des parois brun pompéien, les violets, les orangés, le noir étant les couleurs favorites pour les tentures.

## Mobilier

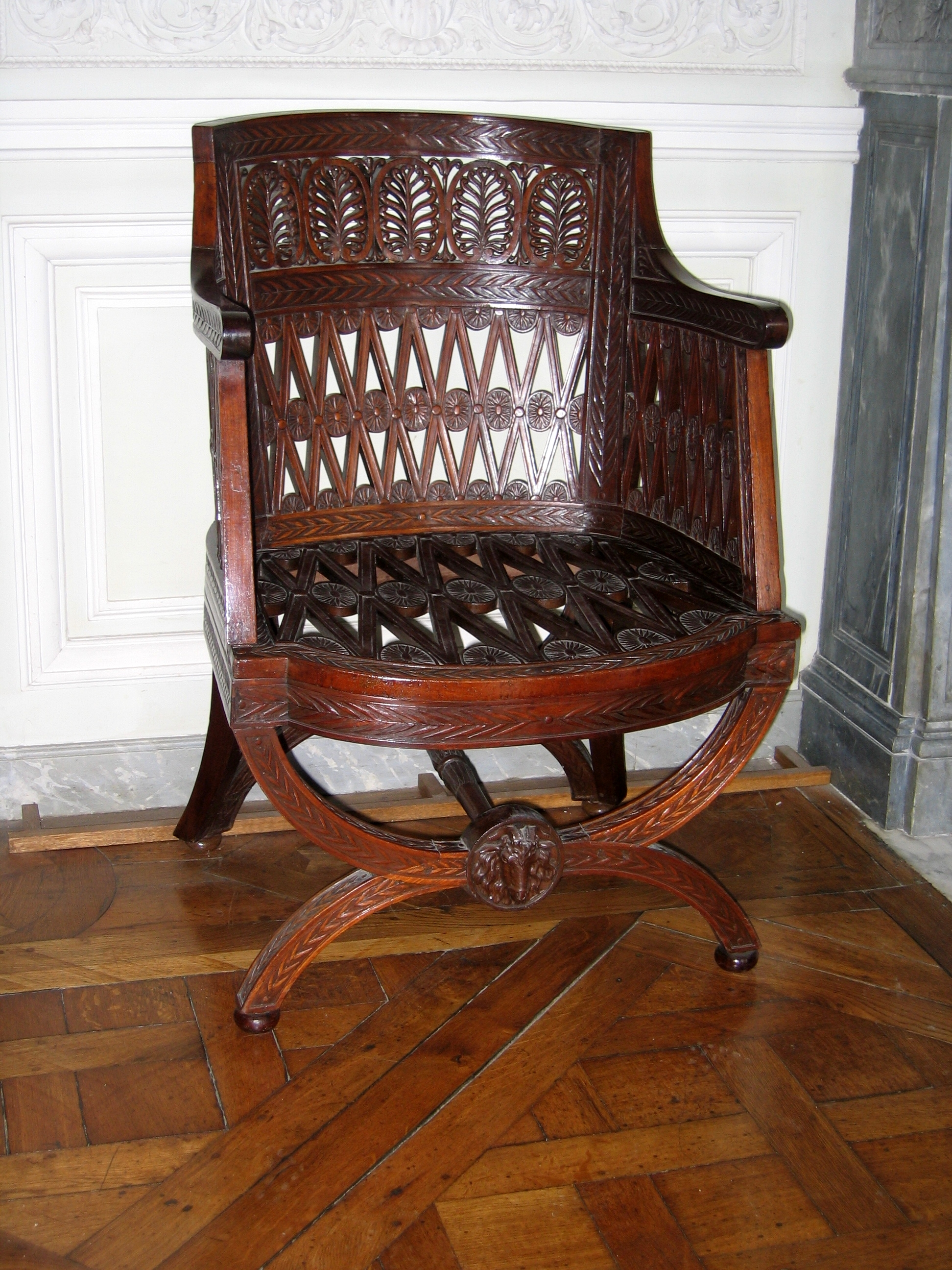
Fauteuil curule, dit de genre étrusque, crée par Georges Jacob, 1787, Petit Trianon, Versailles, France.

Peu nombreuses sont les pièces de mobilier auxquelles on donne de nouvelles formes avant l’Empire.
Deux types de siège sont pourtant attribués au style Directoire :
- Le premier, au dossier légèrement concave, possède des montants évasés formant des angles plus ou moins prononcés avec la traverse supérieure ;
- Le deuxième possède quant à lui un dossier renversé en crosse, à la manière du klismos.

Les chaises et les fauteuils présentent une grande variété de piètements. Les pieds antérieurs sont en balustre, voire en double balustre, souvent tournés et fuselés. Le pied arrière est en forme de sabre et de section carrée; ce qui permet d'obtenir, avec le dossier en crosse, une courbe convexe continue sur le modèle étrusque. Les assises sont paillées ou capitonnées, les dossiers généralement ajourés. 

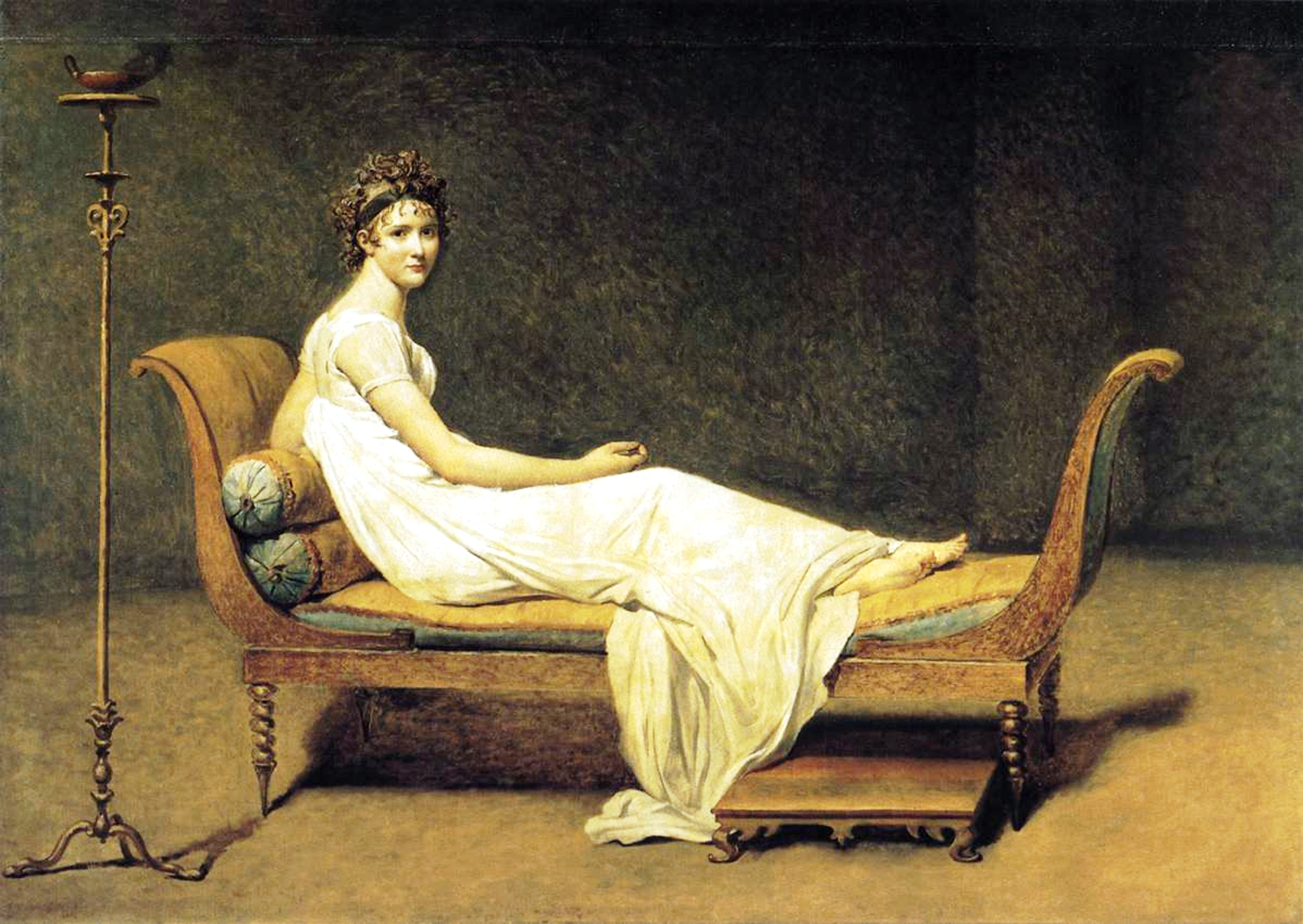
Madame Récamier sur un lit de repos de style Directoire, Jacques-Louis David (1800).

Les accotoirs finissent en boule ou en volutes. Ils peuvent être décorés de sphinges ailées, de mufles de lion, d’une palme ou d’une coquille sculptée. Des pattes de lions ornent les pieds des chaises ou des tabourets.
L'armoire, le secrétaire à abattant, le guéridon circulaire sur trépied, le bureau sont des meubles couramment utilisés. La commode, rectangulaire, est dans le prolongement du style Louis XVI mais traitée plus sobrement.
Le mobilier de la chambre de Madame Récamier, attribué aux frères Jacob, est le plus célèbre de cette époque,.

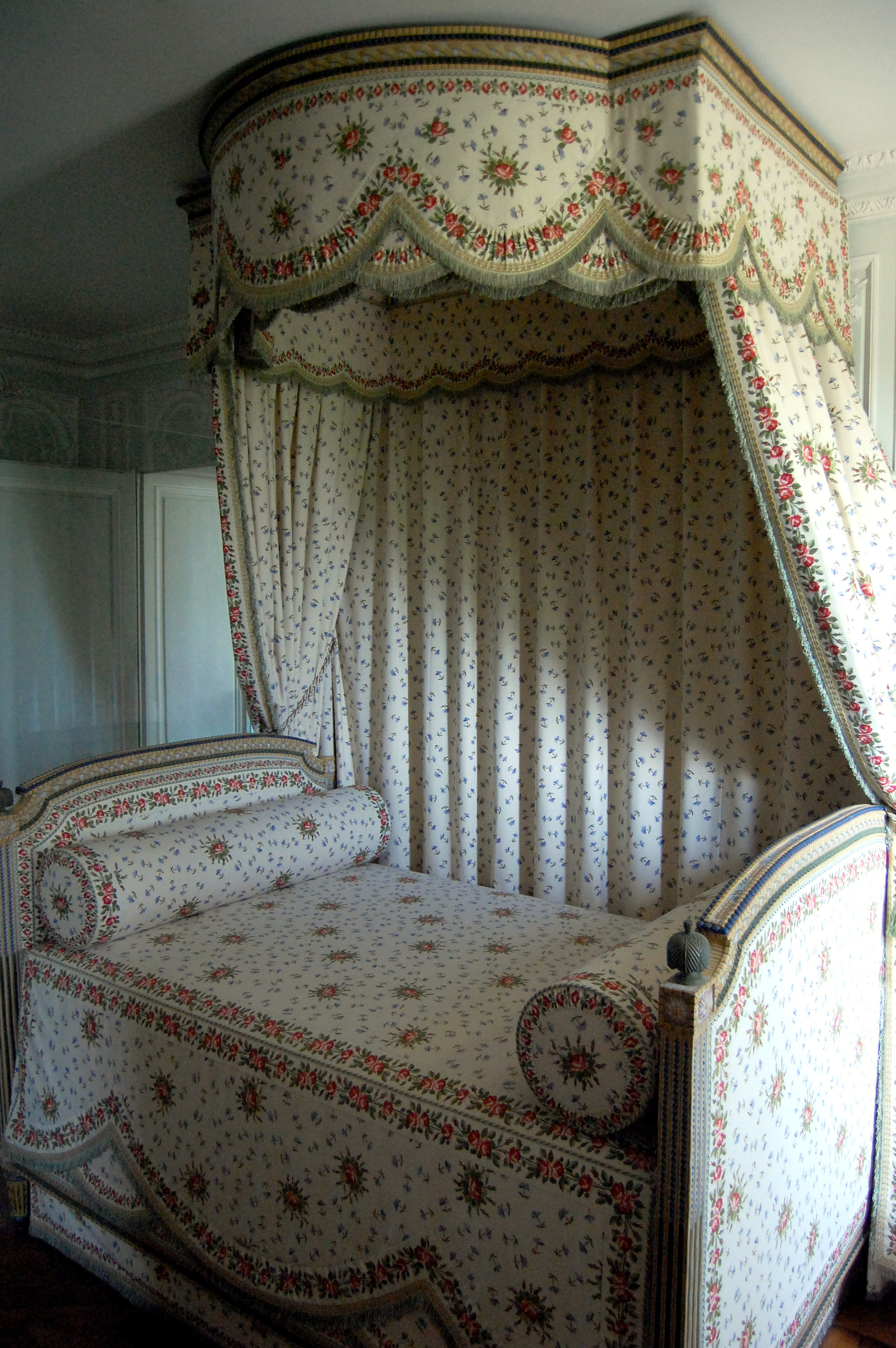
Lit de travers de Marie -Antoinette, d'après Georges Jacob, Petit Trianon, Versailles, France.

### Nouveaux meubles
- La méridienne (ou lit de repos) est la pièce de mobilier la plus emblématique du Directoire. D’inspiration antique, elle se caractérise par des dossiers renversés de dimensions identiques, comme celui rendu célèbre par le portrait de Madame Récamier peint par David, ou de tailles légèrement inégales. Les pieds peuvent être en toupie ou avoir la forme courbe des pieds postérieurs des sièges.

Le lit en bateau, typique de l’Empire, fait son entrée avant 1804.
- Le lit de travers (ou lit de côté) possède deux chevets (tête et pied) de même hauteur. Disposé de côté, le long d'un mur, sa façade visible est décorée[8].

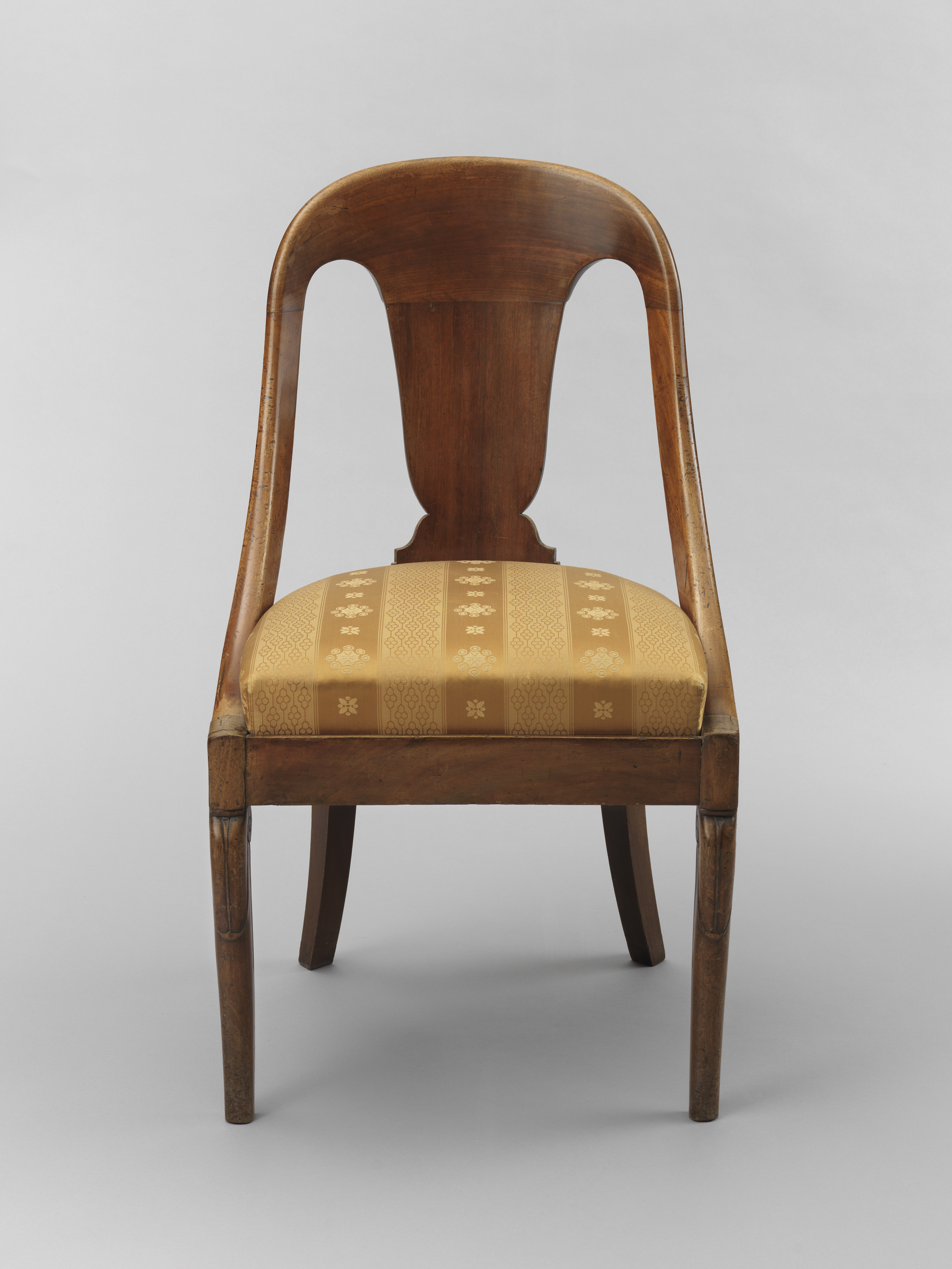
Chaise gondole en bois d'acajou, à dossier ajouré.

- Chaise gondole en bois d'acajou, à dossier ajouré.Le siège curule, d'inspiration antique[9], en bois, présente un piètement en « X » et un profil simplifié par rapport au modèle d'origine[10].
- La chaise gondole[1] à dossier « en hotte » ou à dossier « en crosse » (dossier dont la partie supérieure s’enroule sur elle-même, en crosse, vers l’extérieur).
- La chaise ou le fauteuil à dossier « en hémicycle » (dossier composé d’une large bande rectangulaire convexe et horizontale) ou à « corne » (dossier qui s’élargit progressivement à partir des accotoirs et qui se termine en angles vifs ou en volutes).
- Buffet bas[8]

## Matériaux
L'acajou est le bois privilégié notamment à partir du Consulat. Ce bois étant relativement rare à l'époque en raison du blocus des importations, il est généralement utilisé en placage. On note aussi l’usage de bois fruitiers et d'essences plus modestes (merisier, chêne, hêtre, peuplier, frêne ou châtaignier). Dans ce cas, les meubles, en particulier les sièges, sont peints ; la peinture remplaçant la marqueterie. Les décors en trompe-l’œil sont à la mode. On voit aussi des ossatures de meubles en hêtre dorées. L'utilisation de bois massifs est fréquente. Des incrustations de citronnier, d'ébène, de nacre ou de cuivre embellissent les meubles.
Il existe également des structures en fer et en acier poli.
Le bronze est utilisé avec sobriété pour les piètements et les quelques ornements des tables. La porcelaine est allouée à la réalisation des plateaux. Le marbre est moins fréquent, à cause du ralentissement des importations.

## Artistes représentatifs du style

### Ébénistes
- Guillaume Beneman
- Martin-Guilhaume Biennais
- Georges Jacob fils (1768-1803)
- François-Honoré Jacob (1770-1841)
- Adam Weisweiler

### Architectes
- François- Joseph Bélanger (1744-1818)
- Alexandre- Théodore Brongniart (1739-1813)
- Dominique Vivant Denon (1747-1825)
- Claude- Nicolas Ledoux (1736-1806)[1],[11]
- Pierre-François-Léonard Fontaine (1762-1853)
- Jean-Jacques Lequeu (1757-1826), architecte et dessinateur dont l'œuvre est considérée par certains comme singulière et énigmatique[12], compose notamment le décor et le mobilier de la petite salle à manger de l'hôtel de Montholon[13].
- Charles Percier (1764-1838)
- Jean- Nicolas Sobre (-1806)[14]